# Тарсене
Тарсене́ (фр. Tarcenay) — колишній муніципалітет у Франції, у регіоні Бургундія-Франш-Конте, департамент Ду. Населення — 946 осіб (2011).
Муніципалітет був розташований на відстані близько 340 км на південний схід від Парижа, 12 км на південний схід від Безансона.

## Історія
У 1956-2015 роках муніципалітет перебував у складі регіону Франш-Конте. Від 1 січня 2016 року належав до нового об'єднаного регіону Бургундія-Франш-Конте.
1 січня 2019 року Тарсене і Фушран було об'єднано в новий муніципалітет Тарсене-Фушран.

## Демографія
Динаміка населення (INSEE ):
Розподіл населення за віком та статтю (2006):
| Стать | Всього | До 15 років | 15-24 | 25-44 | 45-64 | 65-85 | Понад 85 |
| --- | ------ | ----------- | ----- | ----- | ----- | ----- | -------- |
| Чоловіки | 433    | 123         | 58    | 151   | 73    | 28    | 0        |
| Жінки | 406    | 89          | 46    | 135   | 73    | 47    | 16       |
| \| Статево-вікова піраміда \| Статево-вікова піраміда \| Статево-вікова піраміда \| \| ----------------------- \| ----------------------- \| ----------------------- \| \| Чоловіки \| Вік \| Жінки \| \| 0 \| 85 + \| 16 \| \| 0 \| 80-84 \| 4 \| \| 8 \| 75-79 \| 4 \| \| 8 \| 70-74 \| 12 \| \| 12 \| 65-69 \| 27 \| \| 15 \| 60-64 \| 15 \| \| 8 \| 55-59 \| 12 \| \| 23 \| 50-54 \| 27 \| \| 27 \| 45-49 \| 19 \| \| 35 \| 40-44 \| 27 \| \| 54 \| 35-39 \| 50 \| \| 19 \| 30-34 \| 31 \| \| 43 \| 25-29 \| 27 \| \| 8 \| 20-24 \| 15 \| \| 50 \| 15-20 \| 31 \| \| 19 \| 10-14 \| 15 \| \| 46 \| 5-9 \| 35 \| \| 58 \| 0-4 \| 39 \| |        |             |       |       |       |       |          |
| Статево-вікова піраміда |        |             |       |       |       |       |          |
| Чоловіки | Вік    | Жінки       |       |       |       |       |          |
| 0 | 85 +   | 16          |       |       |       |       |          |
| 0 | 80-84  | 4           |       |       |       |       |          |
| 8 | 75-79  | 4           |       |       |       |       |          |
| 8 | 70-74  | 12          |       |       |       |       |          |
| 12 | 65-69  | 27          |       |       |       |       |          |
| 15 | 60-64  | 15          |       |       |       |       |          |
| 8 | 55-59  | 12          |       |       |       |       |          |
| 23 | 50-54  | 27          |       |       |       |       |          |
| 27 | 45-49  | 19          |       |       |       |       |          |
| 35 | 40-44  | 27          |       |       |       |       |          |
| 54 | 35-39  | 50          |       |       |       |       |          |
| 19 | 30-34  | 31          |       |       |       |       |          |
| 43 | 25-29  | 27          |       |       |       |       |          |
| 8 | 20-24  | 15          |       |       |       |       |          |
| 50 | 15-20  | 31          |       |       |       |       |          |
| 19 | 10-14  | 15          |       |       |       |       |          |
| 46 | 5-9    | 35          |       |       |       |       |          |
| 58 | 0-4    | 39          |       |       |       |       |          |

## Економіка
2010 року серед 571 особи працездатного віку (15—64 років) 473 були активними, 98 — неактивними (показник активності 82,8%, у 1999 році було 71,1%). З 473 активних мешканців працювало 458 осіб (247 чоловіків та 211 жінок), безробітними було 15 (4 чоловіки та 11 жінок). Серед 98 неактивних 37 осіб було учнями чи студентами, 39 — пенсіонерами, 22 були неактивними з інших причин.

У 2010 році в муніципалітеті числилось 327 оподаткованих домогосподарств, у яких проживали 949,0 особи, медіана доходів виносила 21 277 євро на одного особоспоживача